# 动物多样性网
动物多样性网（Animal Diversity Web）是一个在线数据库，收集了数千种动物的自然历史、分类、物种特征、保护生物学和分布信息。
该网站由密歇根大学教授Philip Myers于1995年创建。网站内现有超过10,000张图片及数百段音频资料，涵盖2,000余种动物。数据库的内容大部分由在校学生贡献，ADW与美国的30所高等院校合作，学生们的贡献也是他们课程要求的一部分。所有贡献都来源于经同行评审的期刊或论文的研究，并由ADW的教授和工作人员共同编辑。截至2017年11月，ADW有3,675名贡献者。